# Henry Vanderglas

a Compétitions nationales et continentales officielles uniquement.

b Matchs officiels uniquement.
Dernière mise à jour le 6 avril 2016.
Henry Vanderglas, né le 9 mai 1986 à Canberra, est un joueur australien de rugby à XV et rugby à sept, évoluant au poste de troisième ligne aile. Il joue au sein du FC Grenoble depuis 2012.

## Biographie
Henry Vanderglas évolue dans le Super 15 avec les Brumbies de 2008 à 2011. Il part en Europe d'abord en Angleterre à Bristol Rugby qui joue alors en deuxième division, puis en France où il s'engage avec le FC Grenoble en Top 14.
Il a été international australien à sept entre 2008 et 2011. Avec sa sélection, il participe aux Coupe du monde de rugby à sept 2009 et à la Jeux du Commonwealth 2010,.